# Панетоликон

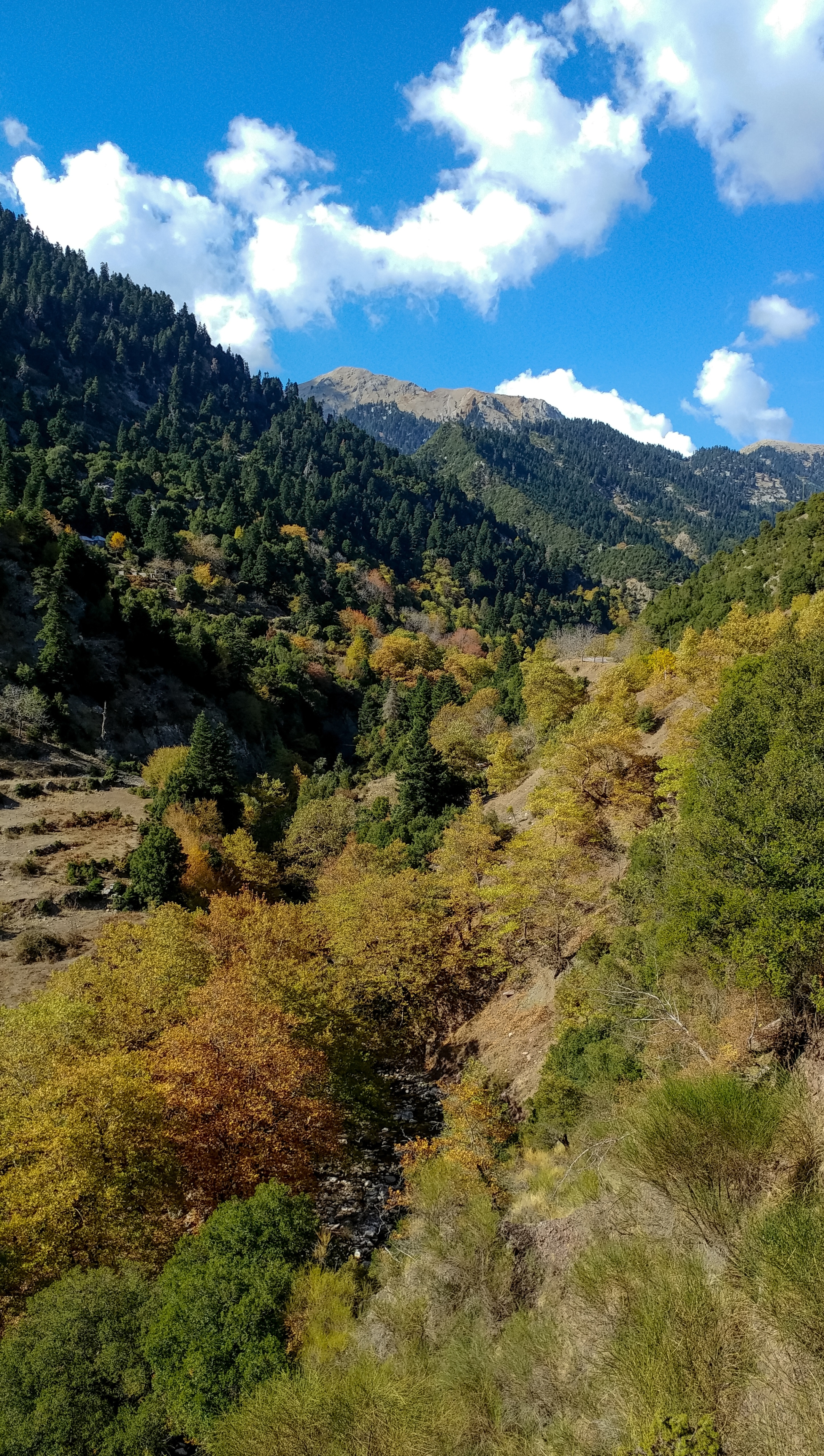
Панетоликон

Панетолико́н (греч. Παναιτωλικόν ή Παναιτωλικό) — гора в Греции, в западной части Центральной Греции. Простирается с севера на юг в периферийной единице Этолии и Акарнании с самыми высокими пиками Кателанос или Кира-Вьена (Κατελάνος ή Κυρά Βγένα, 1924 м), Кутупа (Κούτουπα, 1795 м) и Плопопари (Πλοκοπάρι, 1823 м), которые являются границей между Этолией и Акарнанией и Эвританией. Южная оконечность Панетоликона достигает озёр Трихонис и Лисимахия, которые находятся между Панетоликоном и Аракинтосом.